# 于学信
于学信（1950年8月—），男，汉族，山东掖县人，中华人民共和国政治人物，曾任重庆市建设委员会主任、党组书记，重庆市政协副主席。